# Regadora (mesura)
Una regadora és una mesura antiga catalana de cabal que no pertany al sistema mètric. La regadora tenia un valor variable segons les localitats, a Barcelona equivalia a 845 plomes (una altra mesura antiga de cabal) o sigui 1.859.000 litres en 24 hores i a Tarragona a 120 plomes (379 283 l/24 hores).